# Empavesado

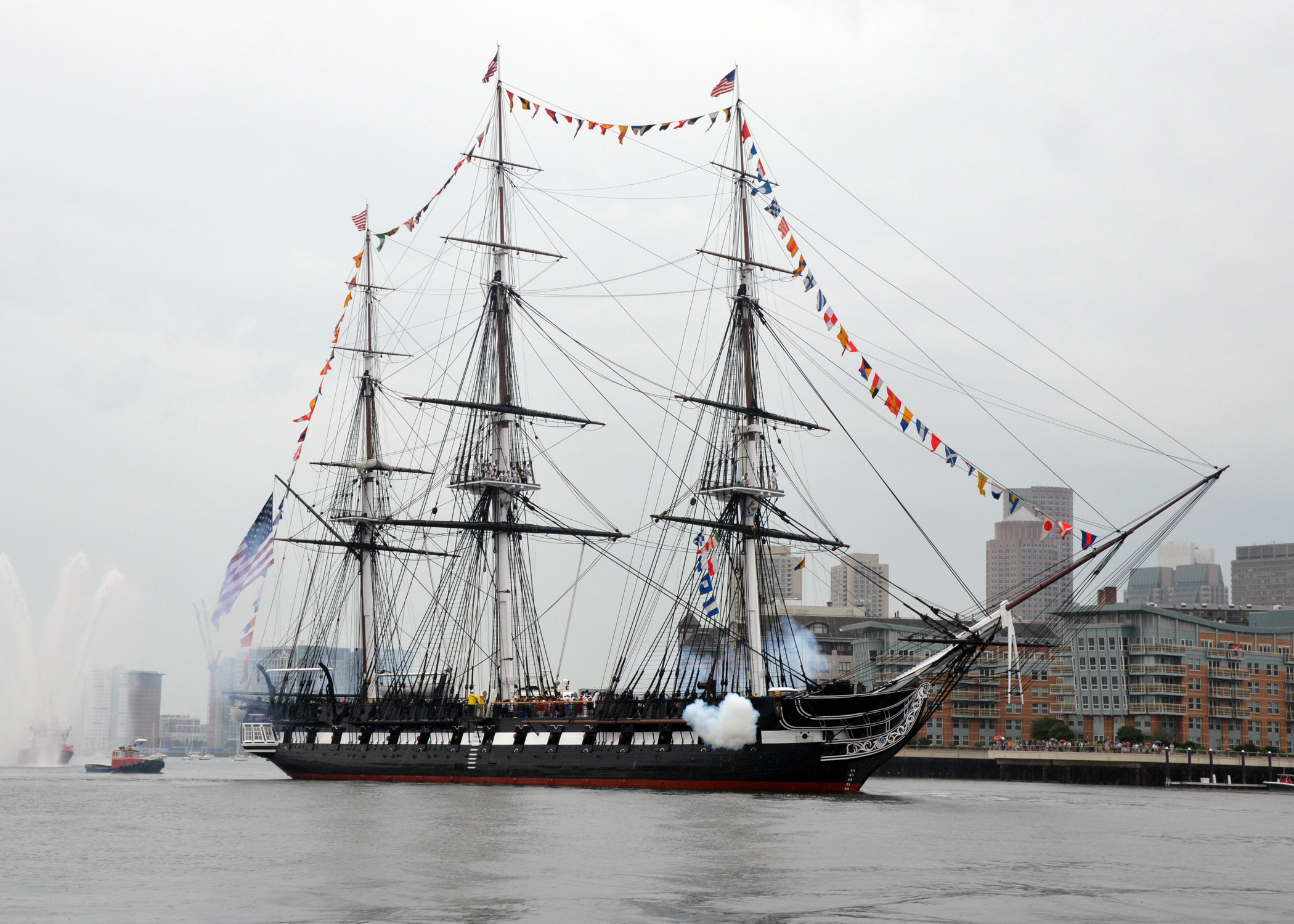
El USS Constitution empavesado.

El empavesado de un barco es el izado del conjunto de banderas del código internacional de señales junto con las banderas de rango y los pabellones nacionales que correspondan, para adornar o engalanar una embarcación en días festivos.
Cada bandera se anuda a continuación de otra y el conjunto, empavesado, se iza entre mástiles.
El empavesado debe izarse en toda fecha patria del país bajo cuyo pabellón navega el barco, festividad del puerto de matrícula, o cualquier otra celebración que se considere importante por el capitán.

## España
El ceremonial marítimo de la Armada Española describe el empavesado de sus embarcaciones de la siguiente manera:

los barcos empavesan sólo en puerto izando todas las banderas y gallardetes de los códigos de señales envergadas a espacios regulares en un nervio que va desde el torrotito al coronamiento, pasando por los topes de los palos. El orden de colocación de estas banderas, de forma que tengan cierta uniformidad y presenten una agradable y vistosa combinación de colores, lo determinan las Ordenanzas: del torrotito al palo de proa, rojas y blancas; después azules y blancas; luego la demás, siempre intercalando un gallardete cada 3 ó 4 banderas cuadras.

En los topes de los palos y por encima del nervio, se izan banderas nacionales de mayor tamaño que las banderas de señales.
Si el engalanado se debiera a la participación en una fiesta extranjera —bien por encontrarnos en sus aguas o porque buques
de otros países celebren las suyas en las nuestras— en lugar de la Bandera española, se iza en el tope la del país festejado.
Si nuestra estancia en puerto extranjero coincide con un día de engalanado de nuestro calendario, se comunicará a las autoridades
locales nuestra intención de engalanar.
El engalanado se iza y se arría al mismo tiempo que la Bandera, debiendo quedar afirmados de manera simultánea.
Estando en movimiento en puerto en día de engalanado, se izarán las banderas de los topes. El engalanado general no se
dará hasta estar atracados y se arriará antes de ponerse en movimiento.

El “engalanado de topes”, es decir, sólo las banderas nacionales en los palos, se prescribe para determinadas festividades o en el caso de que el mal tiempo no permita izar el engalanado general.